# Raya et le Dernier Dragon
Pour les articles homonymes, voir Raya (homonymie).
Série Classiques d'animation Disney
La Reine des neiges 2
(2019) Encanto : La Fantastique Famille Madrigal
(2021)
Pour plus de détails, voir Fiche technique et Distribution.
Raya et le Dernier Dragon (Raya and the Last Dragon) est un film d'animation américain de fantasy produit par Walt Disney Animation Studios, sorti en 2021. Réalisé par Don Hall et par Carlos López Estrada, il est coréalisé par Paul Briggs et John Ripa qui font, avec ce 59e « classique d'animation » des studios, leurs débuts en tant que réalisateurs.

## Synopsis
500 ans auparavant, Kumandra était une terre prospère, où les humains vivaient en harmonie avec les dragons, jusqu'à ce qu'une force maléfique, le « Druun », apparaisse et commence à tout ravager, absorbant les âmes de tout être vivant et les transformant en pierre. Les dragons de Kumandra luttèrent contre le Druun mais finirent tous pétrifiés à leur tour, à l'exception de Sisu, la dernière de son espèce. Elle utilisa ce qui restait de la magie des dragons pour créer un orbe appelé « la Pierre du Dragon », qui non seulement repoussa le Druun, mais ramena également tout le monde à la vie, à l'exception des dragons qui restèrent transformés en pierre. Depuis lors, les humains vivent divisés en tribus, nommées en fonction de leur emplacement le long d'une rivière géante ayant la forme d'un dragon — Croc, Cœur, Queue, Dos et Griffe — et chacune convoite la puissance de la Pierre. La tribu de Cœur du Dragon a acquis l'orbe, et le conserve précieusement depuis.
500 ans plus tard, le chef Benja de la tribu de Cœur entraîne sa fille, Raya, à garder la Pierre. Malgré les tensions entre les tribus, il croit toujours que toutes peuvent mettre de côté leurs différences et reformer Kumandra. Il décide de les convier à une fête, au cours de laquelle Raya finit par se lier d'amitié avec la fille de la cheffe Virana de la tribu de Croc, Namaari, en raison de leur intérêt commun pour les dragons. Namaari offre à Raya un pendentif dragon et celle-ci lui montre à son tour l'emplacement de l'orbe. Cependant, Namaari trahit Raya et bientôt la tribu de Croc tente de voler la Pierre. Le reste des tribus le découvre et une bagarre éclate, au cours de laquelle la Pierre est brisée en cinq morceaux. Le Druun réapparaît alors que chacune des tribus vole un fragment. Raya essaie de sauver son père, mais il lui dit de fuir avec le morceau qu'elle est parvenue à récupérer, et la jette dans la rivière (l'eau étant la seule défense connue contre le fléau) alors que le Druun le change en pierre.
Six ans plus tard, Raya cherche la fin d'un ruisseau pour retrouver Sisu, la dragonne qui aurait créé l'orbe et la seule survivante de son espèce, pour l'aider à récupérer les fragments manquants de la Pierre du Dragon et reconstituer cette dernière. Elle se retrouve dans le désert de la région de la tribu de Queue du dragon et parvient à invoquer Sisu. Cette dernière, choquée par le retour du Druun et la destruction de la Pierre du Dragon admet qu'elle n'a pas créé la pierre elle-même et que ce sont ses frères et sœurs aînés qui l'ont fait, mais constate qu'elle peut utiliser leurs pouvoirs lorsqu'elle en tient un morceau. Elles trouvent ce qui reste du temple de Queue et récupèrent le deuxième fragment de la Pierre avec Sisu, acquérant la capacité de prendre une apparence humaine. Elles rencontrent Namaari et ses hommes, mais toutes deux parviennent à s'échapper en montant à bord du bateau d'un jeune garçon nommé Boun, qui a perdu sa famille à cause du Druun. Bien que Boun soit amical, Raya, méfiante, refuse de divulguer que Sisu est un dragon, ou de lui parler de sa quête, déroutant Sisu.
Ils arrivent à la tribu de Griffe, qui a construit ses maisons au-dessus de l'eau pour se protéger contre le Druun : Raya tente de trouver leur chef afin qu'elle puisse récupérer le morceau de la Pierre du Dragon. Tandis que dans la ville, Raya rencontre un « bébé pickpocket » prénommé Noï et son trio de compagnons simiens, les Ongis, qui l'ont adoptée après qu'elle a perdu sa mère, victime du Druun. Après une poursuite, Raya décide de les embaucher pour l'aider. Sisu se rend en ville pour acheter un cadeau, car elle pense que c'est mieux que de se battre, et rencontre par hasard la vraie cheffe de la tribu qui finit par la menacer de la laisser se faire pétrifier par le Druun. Raya la sauve et récupère le fragment, ce qui permet à Sisu de générer du brouillard et de revenir auprès de Boun avec Noï, les Ongis les y rejoignant.
Le groupe arrive à la tribu de Dos, Raya et Sisu tentent d'entrer dans le village. Elles sont capturées par Tong, un redoutable guerrier qui ne sait pas quoi en faire. Leurs amis font irruption et les libèrent, puis ils sont informés de l'arrivée de Namaari et de ses troupes. Réalisant que Tong est le seul survivant de sa tribu, Raya le supplie d'aider ses amis à s'échapper pendant qu'elle occupe Namaari. Raya s'engage dans un duel avec Namaari et est presque vaincue. Cependant, Sisu reprend sa vraie forme de dragon et repousse Namaari et ses soldats tout en crachant du brouillard pour les empêcher de les suivre. Avant de partir, Namaari est émue par l'apparition de Sisu. Elle retourne voir la cheffe Virana, sa mère, pour l'en informer, mais celle-ci exige à la place qu'elle récupère les fragments de la Pierre et Sisu elle-même car elle craint que les autres tribus ne se retournent contre eux par vengeance une fois dépétrifiées. De retour au bateau, Raya avoue finalement à son groupe la vérité à propos de Sisu et Tong accepte de remettre à Sisu le fragment de la Pierre de sa tribu, ce qui permet à cette dernière d'obtenir la capacité d'invoquer la pluie.
Alors qu'ils se rapprochent de la tribu de Croc, Raya suggère de s'infiltrer pour récupérer le dernier morceau, tandis que Boun propose une attaque en règle ; mais Sisu propose d'offrir un cadeau à Namaari pour la convaincre de donner le morceau. Lorsque Raya refuse, Sisu la ramène dans les ruines de la tribu de Cœur et révèle le sort de ses frères et sœurs. Bien que Sisu n'a pas créé la Pierre, ses frères et sœurs lui faisaient suffisamment confiance pour faire ce qu'il fallait. Raya cède et décide de donner à Namaari le pendentif dragon en gage de confiance afin qu'elle rende le dernier morceau. Raya et Sisu rencontrent en privé Namaari mais, dès qu'elle voit les autres fragments de la Pierre, celle-ci sort une arbalète chargée. Sisu essaie de la calmer, mais Raya, sentant que Namaari va tirer, l'attaque, mais Sisu est touchée accidentellement par le carreau de Namaari et tombe dans une rivière. Namaari s'enfuit, alors que l'eau, qui protégeait la tribu de Croc contre le Druun, commence à disparaître.
La tribu de Croc est attaquée par le Druun alors que Raya entre pour affronter Namaari, qui pleure le sort de sa mère Virana, pétrifiée par le Druun. Les deux se battent pour en finir l'une avec l'autre pendant que Tong, Boun, Noï et les Ongis sauvent les habitants du Druun. Raya se prépare à exécuter Namaari, mais cette dernière lui reproche de ne pas avoir fait confiance à Sisu, qui était la seule à avoir cru en la Princesse de Croc du Dragon. Raya reprend ses esprits et va aider ses amis. Namaari à son tour aide le groupe en utilisant son morceau de la Pierre. Lorsque les fragments commencent à perdre de leur puissance, ils tombent tous dans une fosse et sont cernés par le Druun. Raya leur dit qu'ils doivent assembler les morceaux, mais ses amis refusent d'aider Namaari. Pour montrer sa foi, Raya remet son fragment à Namaari et laisse le Druun la pétrifier. Un par un, les autres suivent, Namaari rassemblant les morceaux et se laissant ensuite consumer par le Druun. Le plan fonctionne : le Druun est vaincu une fois les fragments réunis et tout le monde est ramené à la vie.
Les dragons sont tous ramenés à la vie et ramènent à son tour Sisu qui, joyeuse de retrouver ses frères et sœurs, remercie Raya de l'avoir aidée et d'avoir réussi à faire confiance aux autres. Tout le monde retourne vers ses proches tandis que Raya rentre chez elle pour retrouver son père, le chef Benja. Elle lui présente Sisu alors que toutes les tribus se réunissent pacifiquement pour célébrer le retour de la paix et la renaissance de Kumandra.

## Fiche technique
Sauf indication contraire, les informations mentionnées dans cette section peuvent être confirmées par les bases de données cinématographiques IMDb et Allociné,  présentes dans la section « Liens externes ».
- Titre : Raya et le Dernier Dragon
- Titre original : Raya and the Last Dragon
- Réalisation : Don Hall et Carlos López Estrada
- Co-réalisation : Paul Briggs et John Ripa
- Scénario : Adele Lim et Qui Nguyen d'après une histoire originale de Paul Briggs, Adele Lim, Kiel Murray, Carlos López Estrada, Dean Wellins, Qui Nguyen, Don Hall et John Ripa
- Musique : James Newton Howard
- Storyboard : Fawn Veuherharsen (cheffe du storyboard et de l'histoire)
- Décors : Helen Mingjue Chen et Paul A. Felix
- Production : Jennifer Lee, Peter Del Vecho et Osnat Shurer
- Société de production : Walt Disney Animation Studios et Walt Disney Pictures
- Pays de production :  États-Unis
- Langue originale : anglais
- Format : couleur — 35 mm — 2,35:1
- Durée : 107 minutes
- Dates de sortie :
  - États-Unis, Canada : 5 mars 2021 (au cinéma et achat digital sur Disney+) ; 4 juin 2021 (streaming via Disney+)
  - Belgique : 5 mars 2021 (achat digital sur Disney+) ; 4 juin 2021 (streaming via Disney+)
  - France : 4 juin 2021 (streaming via Disney+) ; 27 août 2021 (en Vidéo)

## Distribution

### Voix originales
- Kelly Marie Tran : Raya, princesse guerrière de la tribu du Cœur du Dragon, qui s'est entraînée pour devenir la gardienne de la Pierre du Dragon. Pour rétablir la paix à Kumandra, elle se lance à la recherche du dernier dragon.
- Awkwafina : Sisu, une dragonne d'eau qui peut prendre forme humaine. Elle est la dernière de son espèce.
- Gemma Chan : Namaari, princesse de la tribu de Croc du Dragon et ennemie jurée de Raya.
- Daniel Dae Kim : Benja, le père de Raya et chef indulgent de la tribu du Cœur du Dragon.
- Sandra Oh : Virana, la mère de Namaari et cheffe autoritaire de la tribu de Croc du Dragon.
- Benedict Wong : Tong, guerrier et dernier survivant de la tribu du Dos du Dragon.
- Izaac Wang (en) : Capitaine Boun, un jeune garçon tenant un restaurant flottant dans la tribu de la Queue du Dragon.
- Thalia Tran (en) : Bébé Noï, un bébé pickpocket vivant dans la tribu de la Griffe du Dragon.
- Alan Tudyk : Tuk Tuk, une énorme créature domestique appartenant à Raya et qui est aussi son fidèle destrier.
- Lucille Soong : Dang Hu, la cheffe de la Tribu de la Griffe du Dragon.
- Patti Harrison : la cheffe de la tribu de la Queue du Dragon.
- Ross Butler : le chef de la tribu du Dos du Dragon.
- Jona Xiao, Gordon Ip, Dichen Lachman, Dumbfoundead, Sung Kang, Sierra Katow, François Chau, Paul Yen : voix additionnelles.

### Voix françaises
- Émilie Rault : Raya
- Géraldine Nakache : Sisu
- Anggun : Virana
- Frédéric Chau : Benja
- Paul Borne : Tong
- Jade Phan-Gia : Namaari
- Aloïs Le Labourier-Tiêu : Capitaine Boun
- Adeline Chetail : Bébé Noi
- Bruno Magne : Tuk Tuk
- Évelyne Grandjean : Dang Hu
- Déborah Claude : la cheffe de la Queue du Dragon
- Stéphane Fourreau : le chef du Dos du Dragon
- Clara Quilichini : Namaari jeune
- Alice Taurand : Atitâya
- Fabrice Trojani : Chai
- Eilias Changuel : Dang Hai
- Arnaud Léonard : Wahn
- Guillaume Bourboulon : un marchand
- Virginie Caliari : la première marchande
- Guillaume Beaujolais
- Benjamin Bollen
- James Boulanger
- Margaux Boussuge Froment
- Delphine Braillon
- Kaycie Chase
- Lino Cordier
- Emmanuel Curtil
- Flavien Dareau
- Sacha Deshoulières
- Isabelle Desplantes
- Isabelle Ferron
- Kevin Garnichat
- Claire Guyot
- Charlotte Hennequin
- Martial Le Minoux
- Lou Levy
- Marie-Eugénie Maréchal
- Mila Pointet
- Édouard Rouland
- Lily Rubens
- Kirana Sasmi-Montana
- Valéry Schatz
- Noelie Taieb
- Anne Tilloy

Version française dirigée par Dorothée Pousséo chez Dubbing Brothers.

### Voix québécoises
- Maude Bouchard : Raya
- Catherine Brunet : Sisu
- Aloïs Le Labourier Tiêu : Boun
- Geneviève Bédard : Namaari
- Martin Watier : Benja
- Blaise Tardif : Tong
- Ludivine Reding : Jeune Namaari
- Catherine Proulx-Lemay : Virana
- Adeline Chetail : Bébé Noi
- Johanne Garneau : Dang Hu
- Bruno Magne : Tuk Tuk
- Adrien Bletton : Dang Hai / Marchand 1
- Nicholas Savard L'Herbier : Marchand 2
- Kim Jalabert : Général Atitaya
- Mélanie Laberge : Cheffe de Queue du dragon
- David Laurin : Chai
- Rose-Maïté Erkoreka : Marchand
- Hugolin Chevrette : Chef de Dos du dragon
- Frédérik Zacharek : Wahn

## Production
En mai 2018, il est annoncé que Walt Disney Animation Studios est en train de développer un film d'animation original intitulé Dragon Empire, qui serait le premier long métrage réalisé par les scénaristes Paul Briggs (Get a Horse!, La Reine des neiges, Les Nouveaux Héros et Lutins d'élite, mission Noël) et Dean Wellins (Tick Tock Tale, Raiponce et La Princesse et la Grenouille) et écrit par Kiel Murray. En octobre 2018, Adele Lim aurait été embauchée pour écrire le scénario. Le film aurait été produit par le producteur de Vaiana : La Légende du bout du monde, Osnat Shurer. Disney Animation annonce officiellement le film lors de son panel de présentation du D23 Expo le 24 août 2019,.
En août 2020, Dean Wellins annonce qu'il quitte le projet, à cause de la pandémie de Covid-19 et du fait qu’il travaille sur un autre projet depuis le confinement. Si Paul Briggs et John Ripa restent co-réalisateurs, ils sont désormais accompagnés du réalisateur-scénariste Don Hall (Les Nouveaux Héros, Vaiana : La Légende du bout du monde, Winnie l'ourson) et du réalisateur Carlos López Estrada. Par ailleurs, le dramaturge Qui Nguyen est annoncé à la co-écriture du scénario.

## Sortie
Raya et le Dernier Dragon devait sortir en salles le 20 novembre 2020 aux États-Unis. Néanmoins, en raison de la pandémie de coronavirus touchant le monde en 2019 et 2020, la sortie est repoussée au 12 mars 2021. Le 10 décembre 2020, Disney a annoncé que la date de sortie du film vient d'être avancée au 5 mars 2021 simultanément dans les salles de cinémas et sur Disney+ en accès premium jusqu'au 4 mai 2021 pour éviter la concurrence de Tom et Jerry. Il sera gratuit pour les abonnés le 4 juin 2021. Le film sera précédé par le nouveau court-métrage Us Again.
En France, il devait sortir le 25 novembre 2020. Le 13 avril 2020, en raison de la pandémie de Covid-19, il est repoussé au 31 mars 2021, puis avancé au 3 mars 2021, et de nouveau décalé au 14 avril 2021 en raison du prolongement de la fermeture des salles de cinémas françaises. Au mois de mars, la sortie du film en France est repoussé indéfiniment. Le 23 mars, il est annoncé que le film devrait sortir le 21 avril 2021 au cinéma, si la situation sanitaire est contrôlée[réf. nécessaire]. En avril 2021, le film est une nouvelle fois repoussée à une date indéterminée. Le 15 avril 2021, Disney a annoncé que le film sortira directement sur Disney+ le 4 juin 2021, comme Soul avant lui. Il sortira en DVD et Blu-ray le 27 août 2021.

## Distinctions

### Nominations
- Golden Globes 2022 : Meilleur film d'animation
- Oscars 2022 : Meilleur film d'animation